# 野田鎌田学園高等専修学校
野田鎌田学園高等専修学校（のだかまだがくえんこうとうせんしゅうがっこう）とは、千葉県野田市野田にある高等専修学校。設置者はあずさ第一高等学校などを運営している学校法人野田鎌田学園。

## 概要
服飾（野田ドレスメーカー専門学校→野田生活教養専門学校）、調理（野田調理師学校）工業（野田工科専門学校）に関する学科を置く専修学校としてそれぞれ開校した。2018年（平成30年）に専門課程（高卒等が対象で、専門学校に相当）を廃止、現在は高等課程（中卒等が対象で、一条校では高等学校に相当）のみを置く専修学校である。

## 設置課程・学科
- 高等課程
  - 調理高等科（3年制）
  - 野田・杉並：情報高等科、横浜：情報メディア高等科（3年制）

## 沿革
- 1976年（昭和51年） 学校法人野田鎌田学園認可、野田ドレスメーカー専門学校・野田調理師学校が専修学校として認可
- 1986年（昭和61年） 野田ドレスメーカー専門学校高等科課程は文部省より「修了者に大学入学資格が付与される専修学校高等課程」に指定される
- 1989年（平成元年） 野田工科高等専修学校を開校
- 1991年（平成3年）　野田工科高等専修学校は文部省より「修了者に大学入学資格が付与される専修学校高等課程」に指定される
- 1994年（平成6年）　野田ドレスメーカー専門学校を野田生活教養専門学校と改称
- 1998年（平成10年） 野田工科高等専修学校を野田工科専門学校へと改称
- 2000年（平成12年） 野田生活教養専門学校及び野田工科専門学校の2校併せて専門学校野田鎌田学園と改称
- 2005年（平成17年） あずさ第一高等学校を開設、野田調理師学校廃校
- 2014年（平成26年） 野田鎌田学園杉並高等専修学校を開校
- 2018年（平成30年） 専門課程の廃止に伴い、野田鎌田学園高等専修学校に改称
- 2019年（平成31年） 野田鎌田学園横浜高等専修学校を開校

## 交通
- 東武アーバンパークライン「野田市駅」より徒歩6分、「愛宕駅」より徒歩6分

## 併設校
- あずさ第一高等学校
- 野田鎌田学園杉並高等専修学校
- 野田鎌田学園横浜高等専修学校